# Hourya Benis-Sinaceur
Pour les articles homonymes, voir Sinaceur.
Hourya Benis-Sinaceur est une philosophe et historienne des mathématiques et de la logique franco-marocaine, née le 11 octobre 1940 à Casablanca. Son ouvrage le plus célèbre est Corps et modèles, publié en 1991.

## Biographie
Après des études primaires et secondaires dans sa ville natale, l'obtention d'un prix au Concours général de 1958 en composition française lui ouvre les portes des classes préparatoires littéraires au lycée Fénelon à Paris. Elle est ensuite reçue à l'École normale supérieure de Jeunes Filles (promotion 1962 Lettres) et à l'agrégation de philosophie (1966), avant d'être titulaire d'un DEA de mathématiques (1977) et Docteur ès-Lettres (1987).
Elle a commencé sa carrière au Centre universitaire expérimental de Vincennes avec Michel Foucault, qui l'a chargée de l'enseignement de logique, puis fut maîtresse de conférences à l'université Panthéon-Sorbonne comme assistante de Suzanne Bachelard (1971-1979), avant d'entrer au CNRS comme Chargée puis Directrice de recherche. Sa carrière s'est effectuée en grande partie au sein de l'Institut d'Histoire et Philosophie des Sciences et des Techniques (IHPST), unité mixte de recherche commune à l'université Panthéon-Sorbonne et au CNRS. Elle y est toujours Directrice de recherche honoraire, rattachée à l'équipe « Logique, langage, philosophie des mathématiques ». Elle a également travaillé au sein de l'université Mohammed-V de Rabat et à l'Institut National de Statistique et d'Économie Appliquée (INSEA, Rabat). Elle fut invitée un an au Dibner Institut for the History of Science and Technology situé sur le campus du MIT (1997-1998).
Elle fut présidente de la section 35 du Comité national du CNRS (1991-1995) et assuma d'autres responsabilités, notamment au Comité d'éthique pour les sciences (COMETS), de 1994 à 1997, à La Revue pour l'Histoire du CNRS et au Conseil Scientifique du Département Sciences de l'Homme et de la Société (SHS) en 2001-2003.
Elle fut, par ailleurs, membre, de 1994 à 1998, du Conseil d'administration de la Société Française d'Histoire des Sciences et des Techniques (SFHST), Membre du Comité de programme de l'European Summer Meeting of the Association for Symbolic Logic (Clermont-Ferrand, 1994), et Mitglieder des wissenschaftlichen Beirats des Zentrum für interdisciplinäre Forschung (ZiF) der Universität Bielefeld (1995-1998).
Elle a co-dirigé avec Maurice Loi et Pierre Cartier le séminaire "Mathématiques et Philosophie" de l'École normale supérieure de 1994 à 1999-2000. Elle dirige la collection Mathesis, fondée avec Michel Blay en 1990 à la librairie philosophique J. Vrin.
Elle est membre de la société Les Amis de Jean Cavaillès et de l'Association des amis de Dominique et Jean-Toussaint Desanti.

## Travaux
Ses travaux portent notamment sur l’école allemande de mathématique structurale réunie autour de David Hilbert et d'Emmy Noether à Göttingen dans le premier tiers du XXe siècle, sur la constitution et les problèmes de la théorie des modèles et de la sémantique formelle. Elle s'est notamment focalisée sur l’œuvre d’Alfred Tarski, sur la fécondité opératoire des démarches faisant jouer l’analogie et l’interprétation. Par ailleurs, elle s'est intéressée à l'œuvre de Bernard Bolzano et à celle de Richard Dedekind : du premier elle a édité en français Les Paradoxes de l'Infini, du second les essais sur les nombres  (ISBN 978-2-7116-2146-0). Parallèlement, elle mène des travaux sur les œuvres des tenants de l’épistémologie historique française qui ont principalement appliqué leur réflexion aux mathématiques et à la logique : Jean Cavaillès, Jean-Toussaint Desanti et Gilles-Gaston Granger en particulier. Plus récemment, elle a publié des articles sur Albert Lautman et Jules Vuillemin.

## Distinctions
Hourya Benis-Sinaceur a reçu la médaille de bronze du CNRS en 1991 et la même année le Prix du Maroc du livre dans la catégorie Sciences exactes et expérimentales avec Assad Chaara et Layla Zniber. En 2014 elle a été décorée du Wissam Alaouite par Sa Majesté Mohammed VI.
Elle est Chevalier dans l'Ordre des Palmes académiques (1994). Elle fut membre du Conseil d'administration du Collège International de Philosophie (CIPH). Elle est actuellement membre du Comité national français d'histoire et de philosophie des sciences (CNFHPS) de l'Académie des Sciences, membre titulaire de l'Institut International de Philosophie (IIP), dont elle fut vice-présidente (2003-2006), membre correspondant de l'Académie Internationale d'Histoire des Sciences (AIHS) depuis 2005, membre honoraire de l'Académie Internationale de Philosophie des Sciences (AIPS) depuis 2021. Elle est également membre associée de l'Académie tunisienne des sciences, des lettres et des arts et fait partie du conseil scientifique qu'elle a intégré en 2012 avec Abdeslam Cheddadi.
« La philosophe marocaine [Hourya Benis-Sinaceur] a énormément enrichi la recherche et la réflexion féminine marocaine » a indiqué la secrétaire générale de la commission marocaine pour l'UNESCO, Mina El Maghri, en marge du colloque Cheminements philosophiques : les femmes philosophes et leurs œuvres à l'occasion de la journée mondiale de la philosophie.

## Publications
- Hourya Sinaceur, Corps et modèles : essai sur l'histoire de l'algèbre réelle, Vrin, 1991, 496 p. (ISBN 978-2-7116-1038-9, lire en ligne), 2e édition, 1999.
- Hourya Sinaceur, "Cauchy et Bolzano", Revue d'histoire des sciences, XXVI(2), 1973, p. 97-112.
- Hourya Sinaceur, "Logique : mathématique ordinaire ou épistémologie effective?", dans Hommage à Jean-Toussaint Desanti, ouvrage collectif avec les contributions de Simone Debout, Sylvain Auroux, Bernard Besnier, Maurice Caveing, Gérard Granel, Pierre Jacerme, Patrice Loraux, Pierre-François Moreau, Jean Petitot, René Schérer, Bernard Sichère, Trans Europ Repress, 1991.
- Jean-Toussaint Desanti. Une pensée et son site, ouvrage collectif sous la direction de Georges Ravis-Giordani, avec notamment les contributions de Sylvain Auroux, Maurice Caveing, Jean-Paul Dollé, Roger-Pol Droit, Maurice Godelier, Pierre Guenancia, Hourya Sinaceur, Jean-Jacques Szczeciniarz, ENS Éditions, Paris, 2000.
- Jean-Michel Salanskis (dir.) et Hourya Sinaceur (dir.), Le Labyrinthe du continu : colloque de Cerisy, Springer-Verlag, 1992, 452 p. (ISBN 978-2-287-00389-9)
- Hourya Benis-Sinaceur, "Du formalisme à la constructivité : le finitisme", Revue internationale de philosophie, vol. 47, no 186 (4), 1993, HLBERT, p. 251-283, https://www.jstor.org/stable/i23949574.
- Jean Cavaillès, Lettres à Étienne Borne (1930-1931). Présentées et commentées par Hourya Benis-Sinaceur, dans Philosophie no 107 (2010), p. 3-45.
- Hourya Sinaceur, Jean Cavaillès. Philosophie mathématique, Paris, PUF, 1994,  (ISBN 2 13 046550 1), 2e édition, Paris, Vrin, 2019,  (ISBN 978-2-7116-2885-8).
- Hourya Benis-Sinaceur, Cavaillès, Paris, Les Belles Lettres, 2013  (ISBN 978-2-251-76075-9).
- Hourya Benis-Sinaceur, "Formes et concepts", in La connaissance philosophique, Essais sur l’œuvre de Gilles-Gaston Granger, textes réunis par Joëlle Proust et Elisabeth Schwartz, Paris, PUF, 1995, p. 93-120.
- Hourya Benis-Sinaceur et Jean-Pierre Bourguignon, "David Hilbert et les mathématiques du XXe siècle", La Recherche, no 257, septembre 1993, p. 982-989, reprint in Histoire des nombres, Paris, Taillandier, 2007, p. 41-56.
- Hourya Benis-Sinaceur, "Calculation, Order and Continuity", in Real numbers, Generalizations of the Reals, and Theories of Continua (Philip Ehrlich ed.), Kluwer Academic Publishers, 1994, p. 191-206  (ISBN 0-7923-6151-2).
- Hourya Benis-Sinaceur, "Le rôle de Poincaré dans la genèse de la métamathématique de Hilbert", in Henri Poincaré. Science et Philosophie (Jean.-Louis. Greffe, Gerhard Heinzmann et Kuno Lorenz ed.), Berlin - Akademie Verlag/ Paris, Albert Blanchard, 1996, p. 493-512  (ISBN 3-05-002891-2).
- Hourya Benis-Sinaceur, "Du modèle à la stratégie", in Jaakko Hintikka. Questions de logique et de phénoménologie (Élisabeth Rigal éd.), Paris, Vrin, 1998, p. 127-138.
- Hourya Benis-Sinaceur, "Indétermination de l'ontologie", Bulletin de la Société Française de Philosophie, 91e année, no 4, 1999, Paris, Vrin.
- Hourya Benis-Sinaceur, "The nature of progress in mathematics : the significance of analogy", in Emily Grosholz and Herbert Breger (eds.), The Growth of Mathematical Knowledge, Kluwer Academic Publishers, 2000, p. 281-293,  (ISBN 0-7923-6151-2).
- Hourya Sinaceur, « La pensée mathématique de l’infini », sur Lycée Henri-IV, conférence du 2 février 2004.
- Hourya Sinaceur, « Roshdi Rashed, Les Mathématiques infinitésimales du IXe au XIe siècle (London : Al-Furqân islamic heritage foundation), 21,5 × 29 cm, vol. I : Fondateurs et commentateurs : Banu Musá, Ibn Qurra, Ibn Sinân, al-Khâzin, al-Quhi, Ibn al-Samh, Ibn Hud (1996) », Revue d'histoire des sciences, vol. 54, nos 54-3,‎ 2001, p. 405-409 (lire en ligne)
- Hourya Benis-Sinaceur, "Inégalité, altérité, pluralité", in Actes de la Journée mondiale de la philosophie 2007, Société Philosophique de Turquie (Ioanna Koçuradi éd.), Ankara 2009, p. 137-144.
- Hourya Benis-Sinaceur, "L'œuvre algébrique de Charles François Sturm", Collected Works of Charles François Sturm, Jean-Claude Pont ed. with the the collaboration of Flavia Padovani, Basel-Boston-Berlin, Birkhäuser, 2009, p. 13-24  (ISBN 978-3-7643-7989-6).
- La Pensée de Gilles Gaston Granger, sous la direction d'Antonia Soulez, avec la collaboration d'Arley R. Moreno, avec les contributions de Hourya Sinaceur, Guilherme Carvalho, Philippe Lacour, Arley R. Moreno, Michel Paty, Joëlle Proust, Antoine Ruscio, Anne Sédès, Antonia Soulez, Horacio Vaggione, Norma Claudia Yunes Naude, Éditions Hermann, 2010.
- Richard Dedekind (trad. Hourya Benis-Sinaceur), La création des nombres, Paris, Vrin, coll. « Mathesis », 2008, 352 p. (ISBN 978-2-7116-2146-0, lire en ligne)Traduction de Stetigkeit und irrationale Zahlen  (1872) et de Was sind und was sollen die Zahlen? (1893).Georg Cantor : Über eine elementare Frage zur Mannigfaltigkeitslehre, Jahresbericht der Deutschen Mathematiker-Vereinigung 1, 1891 (fr) Traduction et introd. H. Sinaceur : Sur une question élémentaire de la théorie des ensembles, in  Logique et fondements des mathématiques, Anthologie (1850-1914), Paris, Payot, p. 197-203.
- Hourya Benis-Sinaceur, "Ars inveniendi aujourd'hui", Les Études philosophiques, no 2 Leibniz (avril-juin 1989), p. 201-214.
- Hourya Benis-Sinaceur, "Ars inveniendi" Today, Acta Morphologica Generalis, vol 9, No 1, 2023, p. 1-11, Authorized translation by Asunción Álvarez,  (ISSN 2001-2241), https://www.swemorph.com/amg/pdf/amg-9-1-2023.pdf
- Hourya Benis-Sinaceur, "Science et culture scientifique", Bulletin économique et social du Maroc. Rapport Social 2001, Rabat, Editions Okad, p. 29-37.
- Address at the Princeton University bicentennial conference on problems of mathematics (December 17-19, 1946) by Alfred Tarski, edited with additional material and an Introduction by Hourya Sinaceur, The Bulletin of Symbolic Logic, vol. 6, no 1 (mars 2000), p. 1-44.
- Hourya Benis-Sinaceur, "From Kant to Hilbert: French philosophy of concept in the beginning of the twentieth century", in The Architecture of Modern Mathematics. Essays in History and Philosophy, José Ferreiros and Jeremy Gray eds., Oxford University Press, 2006, p. 311-338  (ISBN 0-19-856793-6).
- Anita Burdman Feferman et Solomon Feferman, Alfred Tarski Life and Logic, Recension par Hourya Benis-Sinaceur[13]
- Hourya Benis-Sinaceur : "Alfred Tarski: Semantic shift, heuristic shift in metamathematics", Synthese 126 : 49-65 (2001)
- Hourya Benis-Sinaceur, "Tarski's practice and philosophy: between formalism and pragmatism", in Logicicism, Intuitionism, and Formalism. What Has Become of Them?, Sten Lindström, Erik Palgren, Krister Segerberg, and Vico Stoltenberg-Hansen eds., Springer, Synthese Library 341, 2009, p. 137-144  (ISBN 978-1-4020-8925-1).
- Hourya Benis-Sinaceur avec Marco Panza et Gabriel Sandu, Functions and Generality of Logic. Reflections on Dedekind's and Frege's Logicisms, Springer, 2015,  (ISBN 978-3-319-17108-1)
- Hourya Benis-Sinaceur, "Neurophilosophy of number", International Studies in the Philosophy of Science, 31.1, 1-25, 2017, DOI 10.1080/02698595.2017.1370925
- Hourya Benis-Sinaceur, "Dedekind's and Frege's views of Logic", Mathematische Semesterberichte, vol. 64, issue 2, 2017, Springer, p. 187-198, https://doi.org/10.1007/s00591-017-0198-z
- Hourya Benis-Sinaceur, "Philosophie scientifique : origines et interprétations. Hans Reichenbach et le groupe de Berlin", Philosophie Scientiae, 22(3), 2018, p. 33-76.
- Hourya Benis-Sinaceur, "Scientific Philosophy and Philosophical Science", in The Philosophers and Mathematics, Festschrift for Roshdi Rashed (Hassan Tahiri ed.), Springer, 2018, p. 25-66, https://doi.org/10.1007/978-3-319-93733-5.
- Hourya Benis-Sinaceur et Mirna Dzamonja, "Évolution des mathématiques au XXe siècle", Précis de philosophie de la logique et des mathématiques, vol. 2 Philosophie des mathématiques, Andrew Arana et Marco Panza (dir.), Éditions de La Sorbonne, 2022, P; 97-147,  (ISBN 979-10-351-0802-1).
- Hourya Benis-Sinaceur, "Le « Je suis spinoziste » de Cavaillès", Les Cahiers philosophiques de Strasbourg 56/2024, L'université résistante, p. 17-40, https://journals.openedition.org/cps/7997
- Hourya Benis-Sinaceur, "Les idées et les choses", in Albert Lautman philosophe. Des mathématiques à la Résistance, Christophe Eckes, Frédéric Jaëck, Baptiste Mélès et Jean-Jacques Szczeciniarz (dir.), Éditions Rue d'Ulm, 2025, p. 111-128,  (ISBN 978-2-7288-0892-2)